# Madasumma plana
Madasumma plana är en insektsart som först beskrevs av Walker, F. 1869.  Madasumma plana ingår i släktet Madasumma och familjen syrsor. Inga underarter finns listade i Catalogue of Life.